# Катарсис (альбом Кажэ Обоймы)
«Катарсис» — третий сольный альбом российского рэп-исполнителя Кажэ Обоймы, вышедший 23 апреля 2012 года. В альбом вошло шестнадцать песен.
В поддержку альбома было выпущено несколько видеоклипов: на сингл «Бермудский треугольник» и на вошедшие в альбом «Лёд тронулся», «Интро 2012», «28-я осень» и «Ангел» feat. Баста.

## Список композиций
| №   | Название                     | Текст песни                 | Музыка                    | Длительность |
| --- | ---------------------------- | --------------------------- | ------------------------- | ------------ |
| 1.  | «Интро 2012»                 | Кажэ Обойма                 | TalentSon                 | 1:56         |
| 2.  | «Один из двух»               | Кажэ Обойма                 | Гротеск Мачета («Мачеты») | 3:28         |
| 3.  | «28-я осень»                 | Кажэ Обойма                 | Ivan Reverse              | 3:17         |
| 4.  | «Л.О.В.И.»                   | Кажэ Обойма                 | Смоки Мо                  | 3:33         |
| 5.  | «Чёрный табор»               | Кажэ Обойма                 | Гротеск Мачета («Мачеты») | 3:46         |
| 6.  | «По ступеням» (уч. Караб)    | Кажэ Обойма, Караб          | Ivan Reverse              | 3:05         |
| 7.  | «Бисер» (уч. Sayaf, Jambazi) | Кажэ Обойма, Sayaf, Jambazi | FD Vadim                  | 4:14         |
| 8.  | «Кляп» (уч. Рэккет, Фьюз)    | Кажэ Обойма, Рэккет, Фьюз   | Juke Box                  | 4:29         |
| 9.  | «Парадигма»                  | Кажэ Обойма                 | 4EU3                      | 2:58         |
| 10. | «Как было раньше» (уч. Бесс) | Кажэ Обойма, Бесс           | Il Beatz                  | 4:36         |
| 11. | «Лёд тронулся»               | Кажэ Обойма                 | Il Beatz                  | 2:59         |
| 12. | «Ангел» (уч. Баста)          | Кажэ Обойма, Баста          | Марат (Krec)              | 3:22         |
| 13. | «Лотос»                      | Кажэ Обойма                 | Il Beatz                  | 3:00         |
| 14. | «От сердца» (уч. Хатын)      | Кажэ Обойма, Хатын          | Смоки Мо                  | 4:04         |
| 15. | «Найти своих» (уч. Оливия)   | Кажэ Обойма, Оливия         | AquZe Beatz               | 3:32         |
| 16. | «Аутро 2012»                 | Кажэ Обойма                 | Il Beatz                  | 1:39         |

## Участники записи
| - Слова: Кажэ Обойма (1-16), Караб (6), Sayaf (7), Jambazi (7), Рэккет (8), Фьюз (8), Бесс (10), Баста (12), Хатын (14), Оливия (15) | - Музыка: TalentSon (1), Гротеск Мачета (2, 5), Ivan Reverse (3, 6), Смоки Мо (4, 14), ЭфдиВадим (7), Juke Box (8), 4EU3 (9), Il Beatz (10, 11, 13, 16), Марат (12), AquZe Beatz (15) |

## Рецензии
Чтобы не писать много про «Катарсис», можно было бы просто написать одно слово – «качает». Этого слова хватило бы для того, чтобы ответить на вопросы: «как альбом?», «зачем нужно слушать альбом?», «почему тебе нравится Каже?».из рецензии на Prorap.ru.
Такая мифологизация иногда работает во вред: артист склонен сгущать краски и воспринимать все чересчур серьезно; в больших количествах рассказы про «игру», «улицы» и «наших людей» утомляют (хотя есть и совершенно потрясающие высказывания на эту тему вроде «Кляпа» или «Парадигмы»), а вкупе с инфернальным, бьющим в одну точку звуком и вообще создается впечатление, что Санкт-Петербург – как минимум филиал ада на земле.Николай Редькин, Billboard.